# انتخابات فرمانداری توکیو ۲۰۲۴
انتخابات فرمانداری توکیو ۲۰۲۴ (انگلیسی: 2024 Tokyo gubernatorial election) در ۷ ژوئیه ۲۰۲۴ برای انتخاب فرماندار توکیو برگزار شد. یوریکو کوایکه مجدداً برای سومین دوره انتخاب شد، البته در مقایسه با انتخابات سال ۲۰۱۶ و انتخاب مجدد او در سال ۲۰۲۰، از آرای کمتری برخوردار بود.